# Charles Scott
Charles Hubert Scott (27. oktober 1883 - 7. november 1954) var en britisk lacrosse-spiller som deltog OL 1908 i London.
Scott vandt sølvmedalje i lacrosse under OL 1908 i London. Han var med på det britiske lacrossehold som kom på en andenplads i konkurrencen i lacrosse. Der var kun to hold med i konkurrencen.